# Dulag 183
Dulag 183, volledige naam Durchgangslager 183, was een door Duitsland opgericht doorgangskamp voor krijgsgevangenen in Šabac, Servië.
Het kamp werd in september 1941 in gebruik genomen. Voornaamste doel van dit kamp was het verzamelen en doorvoeren van krijgsgevangenen, maar ook partizanen en hun families werden gevangen gehouden in Dulag 183. Bovendien werd het kamp gebruikt om Joden en Roma in te vermoorden. Drie jaar na opening, in september 1944, werd het kamp gesloten. In totaal kwamen, zonder de Joden en Roma mee te tellen, 5475 mensen om het leven in Dulag 183.
Alfabetisch op naam.  Indien een kamp meerdere rollen had, staat het in de "hoogste" groep.
Zie ook: Lijst van naziconcentratiekampen · Jappenkampen in Nederlands-Indië · Lijst van jappenkampen